# Most (dorp)
Most (Bulgaars: Мост) is een dorp in het zuiden van Bulgarije. Het dorp is gelegen in de gemeente Kardzjali in de oblast Kardzjali. Het dorp ligt hemelsbreed 15 km ten noordoosten van Kardzjali en 210 km ten zuidoosten van de hoofdstad Sofia.

## Bevolking
Het dorp Most had bij een schatting van 2020 een inwoneraantal van 808 personen. Dit waren 111 mensen (15,9%) meer dan 697 inwoners bij de officiële census van februari 2011. De gemiddelde jaarlijkse groei in die periode komt daarmee uit op 1,5%, hetgeen hoger is dan het landelijk jaarlijks gemiddelde over deze periode (-0,63%). In 1975 en 1985 woonden er echter nog 1.406 respectievelijk 1.392 personen in het dorp: veel etnische Turken (en andere moslims) verlieten in 1989 Bulgarije als gevolg van de assimilatiecampagnes van het communistisch regime van Todor Zjivkov, waarbij alle Turken en andere moslims in Bulgarije christelijke of Bulgaarse namen moesten aannemen en afstand moesten doen van hun islamitische gewoonten.
- 1934 825
Koninkrijk Bulgarije
- 1946 917
Volksrepubliek Bulgarije
- 1956 1015
Volksrepubliek Bulgarije
- 1965 1218
Volksrepubliek Bulgarije
- 1975 1406
Volksrepubliek Bulgarije
- 1985 1392
Volksrepubliek Bulgarije
- 1992 901
Republiek Bulgarije
- 2001 698
Republiek Bulgarije
- 2011 697
Republiek Bulgarije
- 2020 808
Republiek Bulgarije

- Koninkrijk Bulgarije
- Volksrepubliek Bulgarije
- Republiek Bulgarije

In het dorp wonen grotendeels etnische Turken. In de optionele volkstelling van 2011 identificeerden 681 van de 693 ondervraagden zichzelf als etnische Turken - oftewel 98,3% van alle ondervraagden. 8 ondervraagden noemden zichzelf etnische Bulgaren (1,2%).
| Etnische samenstelling van de respondenten (2011) | Etnische samenstelling van de respondenten (2011) | Etnische samenstelling van de respondenten (2011) | Etnische samenstelling van de respondenten (2011) | Etnische samenstelling van de respondenten (2011) |
| ------------------------------------------------- | ------------------------------------------------- | ------------------------------------------------- | ------------------------------------------------- | ------------------------------------------------- |
|                                                   |                                                   |                                                   |                                                   |                                                   |
| Bulgaren                                          | Bulgaren                                          |                                                   | 1,2%                                              | 1,2%                                              |
| Turken                                            | Turken                                            |                                                   | 98,3%                                             | 98,3%                                             |
| Roma                                              | Roma                                              |                                                   | 0,0%                                              | 0,0%                                              |
| Anders/Onbekend                                   | Anders/Onbekend                                   |                                                   | 0,5%                                              | 0,5%                                              |